# (20154) 1996 TO10
(20154) 1996 TO10 est un astéroïde de la ceinture principale d'astéroïdes découvert en 1996.

## Description
(20154) 1996 TO10 a été découvert le 9 octobre 1996 à Kushiro (Japon) par Seiji Ueda et Hiroshi Kaneda.

### Caractéristiques orbitales
L'orbite de cet astéroïde est caractérisée par un demi-grand axe de 2,23 UA, un périhélie de 1,84 UA, une excentricité de 0,18 et une inclinaison de 6,11° par rapport à l'écliptique. Du fait de ces caractéristiques, à savoir un demi-grand axe compris entre 2 et 3,2 UA et un périhélie supérieur à 1,666 UA, il est classé, selon la JPL Small-Body Database, comme objet de la ceinture principale d'astéroïdes.

### Caractéristiques physiques
(20154) 1996 TO10 a une magnitude absolue (H) de 13,9 et un albédo estimé à 0,266.